# Акбастау (Байдібека район)
Акбаста́у (каз. Ақбастау) — село у складі району Байдібека Туркестанської області Казахстану. Адміністративний центр Акбастауського сільського округу.
До 1992 року село називалось Глинково, також було приєднано сусіднє село Жулдиз.
Населення — 2666 осіб (2021; 3300 у 2009, 3134 у 1999, 2711 у 1989).